# العلاقات البالاوية البلغارية
العلاقات البالاوية البلغارية هي العلاقات الثنائية التي تجمع بين بالاو وبلغاريا.

## مقارنة بين البلدين
هذه مقارنة عامة ومرجعية للدولتين:
| وجه المقارنة                                              | بالاو                         | بلغاريا                                                                             |
| --------------------------------------------------------- | ----------------------------- | ----------------------------------------------------------------------------------- |
| المساحة (كم2)                                             | 465                           | 110.99 ألف                                                                          |
| عدد السكان (نسمة)                                         | 21.73 ألف                     | 7.08 مليون                                                                          |
| الكثافة السكانية (ن./كم²)                                 | 4.67 ألف                      | 63.79                                                                               |
| العاصمة                                                   | نغيرولمود، كورور              | صوفيا                                                                               |
| اللغة الرسمية                                             | لغة إنجليزية، اللغة البالاوية | اللغة البلغارية                                                                     |
| العملة                                                    | دولار أمريكي                  | ليف بلغاري                                                                          |
| الناتج المحلي الإجمالي (بليون دولار)                      | 291.54 مليون                  | 56.83 مليار                                                                         |
| الناتج المحلي الإجمالي (تعادل القوة الشرائية) بليون دولار | 326.12 مليون                  | 130.99 مليار                                                                        |
| الناتج المحلي الإجمالي الاسمي للفرد دولار أمريكي          | 13.50 ألف                     | 8.03 ألف                                                                            |
| الناتج المحلي الإجمالي للفرد دولار أمريكي                 | 14.76 ألف                     | 17.21 ألف                                                                           |
| مؤشر التنمية البشرية                                      | 0.780                         | 0.782                                                                               |
| رمز المكالمات الدولي                                      | +680                          | +359                                                                                |
| رمز الإنترنت                                              | .pw                           | .bg، .бг ‏                                                                           |
| المنطقة الزمنية                                           | ت ع م+09:00                   | ت ع م+02:00، ت ع م+03:00، أوروبا/صوفيا ‏، توقيت شرق أوروبا، توقيت شرق أوروبا الصيفي ‏ |

## منظمات دولية مشتركة
يشترك البلدان في عضوية مجموعة من المنظمات الدولية، منها:
| علم المنظمة | اسم المنظمة                        | تاريخ انضمام بالاو | تاريخ انضمام بلغاريا |
| ----------- | ---------------------------------- | ------------------ | -------------------- |
|             | الأمم المتحدة                      | 15 ديسمبر 1994     | 14 ديسمبر 1955       |
|             | منظمة حظر الأسلحة الكيميائية       | ?                  | ?                    |
|             | مؤسسة التمويل الدولية              | 16 ديسمبر 1997     | 22 يوليو 1991        |
|             | وكالة ضمان الاستثمار متعدد الأطراف | 16 ديسمبر 1997     | 23 سبتمبر 1992       |
|             | يونسكو                             | 20 سبتمبر 1999     | 17 مايو 1956         |
|             | البنك الدولي للإنشاء والتعمير      | 16 ديسمبر 1997     | 25 سبتمبر 1990       |

## وصلات خارجية
- موقع وزارة الخارجية البلغارية